# Подгоречко езеро
Подгоречкото езеро (на македонска литературна норма: Подгоречко Езеро) е най-голямото ледниково езеро в планината Ябланица, Република Македония. Част е от групата на Ябланишките езера.

## Характеристики
Разположено е в източните склонове на Ябланица, северозападно от най-високия връх на планината – Църни камък, западно от село Подгорци, близо до границата на Република Македония с Албания. Езерото е с обща площ от 3999 m². Максималната му дължина е в посока североизток-югозапад и е 226 метра, а в посока север-юг е 175 метра. Най-голямата му дълбочина е 10 метра. Езерото получава вода от потоци и атмосферни утайки. Езерото е разположено на надморска височина от около 2000 метра и специфично за него е, че има животински свят и свои собствени външни и вътрешни източници. Почиства се от доброволци, тъй като се замърсява от туристически посещения.